# William Foster (pływak)
William „Willie” Foster (ur. 10 lipca 1890 w Haslingden, zm. 17 grudnia 1963 w Fylde) – brytyjski pływak specjalizujący się w stylu dowolnym, medalista igrzysk olimpijskich.
Foster wystartował na igrzyskach olimpijskich dwukrotnie. Po raz pierwszy, jako siedemnastolatek, wziął udział w trzech konkurencjach pływackich podczas IV Letnich Igrzysk Olimpijskich w Londynie w 1908 roku. W sztafecie 4 × 200 m w stylu dowolnym wraz z drużyną brytyjską zdobył mistrzostwo olimpijskie. Stał się tym samym najmłodszym z brytyjskich mistrzów, a stan ten utrzymał się do igrzysk w Pekinie w 2008 roku. Na dystansie 400 metrów stylem dowolnym zajął czwarte miejsce, a na 1500 metrów odpadł w fazie półfinałowej.
Cztery lata później, podczas V Letnich Igrzysk Olimpijskich w Sztokholmie, Foster ponownie wziął udział w trzech konkurencjach pływackich. Na dystansach 400 i 1500 metrów w stylu dowolnym, Brytyjczyk zakończył rywalizację w fazie półfinałowej, zaś w sztafecie 4 × 200 m zdobył brązowy medal.
Reprezentował barwy Bacup Amateur Swimming Club z Rossendale.